# Barbonema horridum
Barbonema horridum är en rundmaskart som beskrevs av Gerlach 1956. Barbonema horridum ingår i släktet Barbonema och familjen Leptosomatidae. Arten är reproducerande i Sverige. Inga underarter finns listade i Catalogue of Life.